# Análise crítica do discurso
Análise Crítica do Discurso (ACD) (ou Análise de Discurso Crítica) é uma abordagem transdisciplinar ao estudo dos textos, que considera a "linguagem como forma de prática social e não como atividade puramente individual" (FAIRCLOUGH, 2016, p. 94), nesse sentido a linguagem representa as variaveis situacionais do discurso. 
Os livros de Norman Fairclough Language and Power (1989) e Critical Discourse Analysis (1995) articulam um quadro tridimensional para o estudo do discurso, "onde o propósito é mapear três formas separadas de análise em uma só: análise de textos (falados ou escritos), análise da prática discursiva (processos de produção, distribuição e consumo dos textos) e análise dos eventos discursivos como instâncias da prática sociocultural" (1995: 2).
A análise crítica do discurso fundamenta-se no acesso desigual aos recursos linguísticos e sociais, recursos que são controlados pelas instituições. Os padrões de acesso ao discurso e aos eventos comunicativos são um elemento essencial para a ACD. Em termos de método, a ACD pode ser descrita genericamente como hiperlinguística ou supralinguística, no sentido de que as/os profissionais da ACD consideram o contexto discursivo de maneira não restrita ou o significado que existe além das estruturas gramaticais. Isto inclui a consideração dos contextos político e mesmo económico do uso da língua.
Para além da teoria linguística, esta abordagem também tem base na teoria social — e na produção intelectual de pensadores como: Karl Marx, Antonio Gramsci, Louis Althusser, Jürgen Habermas, Michel Foucault e Pierre Bourdieu — de modo a examinar a ideologia e as relações de poder envolvidas no discurso. Fairclough põe em destaque que "a língua conecta com o social sendo o domínio primário da ideologia e sendo tanto o interesse principal como o lugar em que têm lugar as lutas de poder" (1989: 15).
Pesquisadora|es notáveis incluem Norman Fairclough, Paul Chilton, Teun A. van Dijk, Christina Schäffner, Ruth Wodak, Peter Teo, Roger Fowler, Gunther Kress, Mary Talbot e Robert Hodge.
No Brasil, uma das pesquisadora mais renomadas quanto ao trabalho com a Análise de Dicruso Crítica é a Izabel Magalhães que, inclusive, trouxe os estudos dessa teoria/método para o contexto brasileiro. A pesquisadora afirma que a ADC "dedica-se à análise de textos, eventos e práticas sociais no contexto sócio-histórico, principalmente no âmbito das transformações sociais, propondo uma teoria e um método para o estudo do discurso" (MAGALHÃES; MARTINS; RESENDE, 2017, p. 27). Além disso, há livros esclarecedores sobre a teoria/ método como  "Análise de Discurso (para a) crítica: o texto como material de pesquisa", de Viviane Vieira e Viviane Resende; "Análise de Discurso Crítica", Viviane Resende e Viviane Ramalho; "Analise de Discurso Crítica para linguísticas e não linguísticas", organizado por José Ribamar Jr., Denise Sato e Iran Melo; e "Análise de Discurso Crítica: um método de pesquisa qualitativa", organizado por Izabel Magalhães, André Martins e Viviane Resende.